# 前后代站
前后代站，位于中国黑龙江省杜尔伯特蒙古族自治县克尔台乡前后代村，是一个已撤销的铁路车站。
车站建于1960年，邮政编码162253，有滨洲铁路经过该站，车站及其上下行区间均未电气化。车站距离哈尔滨站221公里，隶属哈尔滨铁路局，是五等站。